# Ostoja Radomno
Ostoja Radomno este o arie protejată (sit de importanță comunitară — SCI) din Polonia întinsă pe o suprafață de 929,37 ha, integral pe uscat.

## Localizare
Centrul sitului Ostoja Radomno este situat la coordonatele 53°32′22″N 19°34′37″E / 53.5394°N 19.5769°E.

## Înființare
Situl Ostoja Radomno a fost declarat sit de importanță comunitară în octombrie 2009 pentru a proteja 2 specii de plante și 6 specii de animale.

## Biodiversitate
Situată în ecoregiunea continentală, aria protejată conține 10 habitate naturale: Lacuri și iazuri distrofice naturale, Pajiști calcaroase din nisipuri xerice, Turbării active, Mlaștini turboase de tranziție și turbării mișcătoare, Mlaștini alcaline, Păduri de fag Luzulo-Fagetum, Păduri de stejar sau de stejar și carpen sub-atlantice și medio-europene de Carpinion betuli, Lacuri eutrofice naturale cu vegetație de tip Magnopotamion sau Hydrocharition, Mlaștini împădurite, Păduri aluvionare cu Alnus glutinosa și Fraxinus excelsior (Alno-Padion, Alnion incanae, Salicion albae).
La baza desemnării sitului se află mai multe specii protejate:
- plante (2): Hamatocaulis vernicosus, moșișoare (Liparis loeselii)
- amfibieni (2): buhai de baltă cu burta roșie (Bombina bombina), triton cu creastă (Triturus cristatus)
- mamifere (2): castor (Castor fiber), vidră de râu (Lutra lutra)
- nevertebrate (2): libelule (Leucorrhinia pectoralis), fluturele purpuriu (Lycaena dispar)